# アメル・マルドゥク
アメル・マルドゥク（Amel-Marduk。アッカド語ではAmēl-MardukまたはAmil-Marduk、ただし発音はAwēl-MardukまたはAwîl-Marduk）は、新バビロニアの第3代王。父であるネブカドネザル2世の後を継いで王となった。名は「マルドゥク神の男」の意。聖書ではאֱוִיל מְרֹדַךְ ʔĕwîl-mĕrodak（エビル・メロダク、Evil-Merodach）という名で登場する。

## 生涯
彼の名前及び治世の長さは「ウルクの王名表」及び「プトレマイオスの王名表」に記されている。しかしながら、現存している楔形文字の文書で、彼の生涯及び業績について記しているものは何も無い。ベロッソスによれば、彼はネルガル・シャレゼルの企みにより謀殺されたとされている。ネルガル・シャレゼルは彼の後継者にして義兄弟である。ベロッソスはまた、彼は公務を違法・不純な方法で執り行った、とも記している。これはおそらく、ネブカドネザルの政策に対する改革など、祭司階級を激怒させる行為を示唆しているものと思われる。
そのような改革の１つが聖書に記録されている。そこでは、エビル・メロダクが37年間の捕囚の後、ユダの王ヨヤキンを出獄させたことが記されている。

その後のユダヤ教とキリスト教の文書では、聖書の記述を拡大している。フラウィウス・ヨセフスとラビ・ナタンは、アメル・マルドゥク王が彼の父（ネブカドネザル2世）の死後にヨヤキンを解放したのは、父が理由も無く彼を拘束したと信じたためだとしている。当初、ヨセフスはアメル・マルドゥクの治世を18年間としていたが、後の著作で、「ベロッソスによればその治世は２年間である」と述べている。『シダー・オラム・ラバー』では23年としている。『レビ記注解』18:2ではネブカドネザルがまだ存命のうちにエビル・メロダクが王になり、父への反逆への懲罰として投獄されたとしている。『エステル記注解』では、エビル・メロダクは、彼の父親の生前の散財ゆえに、引き継ぐべき財産は全くなかったとしている。
アメル・マルドゥクの治世はわずか2年間だったらしい（前562 - 前560）。最後は、義弟のネルガル・シャレゼル（ネリグリッサル）に暗殺され、彼が王位に就いた。